# Леонинский стих

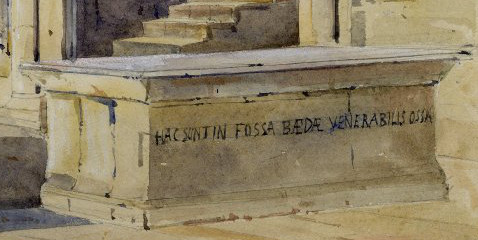
Латинская эпитафия на гробнице Беды Достопочтенного (HAC SUNT IN FOSSA BEDAE VENERABILIS OSSA) представляет собой леонинский стих

Леони́нский стих, леони́н (лат. versus Leoninus) — в средневековой латинской литературе гекзаметр и пентаметр, рифмующиеся по полустишиям.
Традиционное античное стихосложение не знало рифмы; широкое её использование в латинской поэзии началось с IX века. Рифмы (или гомеотелевты) помещались преимущественно перед цезурой и в конце стиха, то есть между собой рифмовались концы полустиший:
| Марбод Реннский (ок. 1080) | Перевод Ф. Петровского |
| --- | --- |
| Moribus esse feris / prohibet me gratia veris, Et formam mentis / mihi mutuor ex elementis, Ipse naturae / congratulor, ut pote, iure… | Нрав мой смягчает весна: / она мне мила и чудесна. Не позволяя уму / погружаться во мрачную думу, Я за природой иду / и рад её светлому виду… |

Эпизодически подобные строки встречались и у античных авторов, однако лишь в Средние века ими начали писать целые стихотворения и даже поэмы. Особой популярностью леонинский стих пользовался в XI—XII веках; поэты эпохи Возрождения вернулись к классическому нерифмованному гекзаметру.
Впоследствии леонинским стихом стали называть также польский и русский силлабический стих с внутренними рифмами. Так, распространены были стихи со смежными рифмами в конце полустишия и общей для каждого двустишия концевой рифмой:
Чиста птица голубица / таков нрав имиет:

Буде мисто, где нечисто, / тама не почиет.
(Г. Конисский)
Происхождение термина «леонинский стих» достоверно неизвестно, как неизвестно и его значение: «Леонов» (производное от имени Leonius или Leoninus) или «львиный» (буквальный перевод латинского leoninus). По одной из версий, он происходит от имени монаха Леонина, служившего в XII веке в парижской церкви св. Виктора и любившего использовать леонинские рифмы в своих стихах (часто его отождествляют с одноимённым композитором); по другой — термин «леонинский», то есть «львиный», следует понимать как «преобладающий над другими формами».
Особенностью леонинского стиха является возможность подчеркнуть внутренними рифмами силлабическую рифмовку, избежав при этом резкости синтаксических переносов. Вместе с тем в XVIII веке леонинские стихи иногда, напротив, разбивали на три строки, что позволяло зрительно выделить рифмующиеся части.